# Мурзалин, Малик Кенесбаевич
Малик Кенесбаевич Мурзалин (каз. Мырзалин Мәлік Кеңесбайұлы; (31 октября 1971, Актюбинск) — казахстанский государственный и политический деятель. Аким Акмолинской области (2017—2019). Чрезвычайный и Полномочный Посол Республики Казахстан в Грузии (с 9 декабря 2022 года).

## Образование
1996 г. — Московский государственный институт международных отношений МИД РФ.
2006 г. — Школа менеджмента Йельского университета, США.
2010 г. — Кандидат политических наук. Тема диссертации: «Особенности реформирования государственной службы: зарубежный опыт и Казахстан»
Дипломатический ранг — Чрезвычайный и Полномочный посланник 2-го класса.
Владеет английским и урду языками.

## Трудовая деятельность
1996—2004 гг. — референт, атташе, третий, второй, первый секретарь Посольства Республики Казахстан в Российской Федерации
2004—2006 гг. — руководитель аппарата акима Северо-Казахстанской области
2006—2007 гг. — заместитель акима Северо-Казахстанской области
2007—2008 гг. — первый заместитель акима Северо-Казахстанской области
2008—2009 гг. — заместитель руководителя Центрального аппарата Народно-демократической партии «Нур Отан»
2010—2011 гг. — руководитель аппарата Управления делами Президента Республики Казахстан
2011—2013 гг. — ответственный секретарь Агентства Республики Казахстан по делам религий
В июле 2013 года назначен на должность заместителя управляющего делами президента Республики Казахстан
С декабря 2016 года — первый заместитель управляющего делами президента Республики Казахстан
С 14 марта 2017 г. по 19 марта 2019 г. — аким Акмолинской области
С 19 марта 2019 года по 9 декабря 2022 года — заместитель руководителя Администрации президента Республики Казахстан. В этом качестве курировал вопросы территориальной политики, государственного контроля и организационной работы.
С 9 декабря 2022 года — Чрезвычайный и Полномочный Посол Республики Казахстан в Грузии.

## Награды
2005 г. — медаль «Ерен еңбегі үшін»
2014 г. — орден «Құрмет»
2021 г. — орден «Парасат»
Почетный деятель спорта Республики Казахстан